# ボヘミア王冠領

ボヘミア王冠領
Země Koruny české (チェコ語)
Länder der Böhmischen Krone (ドイツ語)
Corona regni Bohemiae (ラテン語)

神聖ローマ帝国内のボヘミア王冠領（1618年）

| 先代 | 次代                                                                          |
| --- | ----------------------------------------------------------------------------- |
| ボヘミア王国 モラヴィア辺境伯領 フス戦争下のボヘミアとモラヴィア シロンスク公国群 エーゲルラント 上ラウジッツ 下ラウジッツ オーバープファルツ行政管区 | チェコスロバキア共和国 ザクセン選帝侯領 プロイセン自由州 ポーランド第二共和国 |
1348年-1806年：神聖ローマ帝国の領邦国家
1526年-1804年：ハプスブルク君主国の王冠領
1804年-1867年：オーストリア帝国の王冠領
1867年-1918年：オーストリア＝ハンガリー帝国のツィスライタニエンの一部

ボヘミア王冠領の紋章。青地にモラヴィアの赤と銀の市松模様の鷲、金地にシレジアの黒色の鷲、紺地に上シレジアの金色の鷲、緑と銀の下地にニーダーラウジッツの赤色の牛、中央の赤地にボヘミアの銀色の獅子、楯の上には聖ヴァーツラフの王冠(en)が載せられ、その周りには菩提樹の枝が広がる

ボヘミア王冠領（ボヘミアおうかんりょう）またはボヘミア王国の王冠（ボヘミアおうこくのおうかん、チェコ語: Česká koruna, země Koruny české、ドイツ語: Krone Böhmen; Böhmische Krone, Böhmische Kronländer, Länder der Böhmischen Krone、ラテン語: Corona Bohemiae, Corona Regni Bohemiae）は、ボヘミア王国および王国と封建上の主従関係（レーエン）にある従属邦の集合体を指す国制概念である。この場合の「ボヘミアの王冠」とは、いわゆる「聖ヴァーツラフの王冠」と呼ばれる、国王が頭に被る物体としての王冠のことではなく、ボヘミア王の主権下に、ボヘミア国家を構成する諸身分が統合されている状態を表している。この国制概念は、1526年よりボヘミア王冠領が属していたハプスブルク帝国が1918年に崩壊するまで存在していた。

## 歴史
12世紀から13世紀にボヘミア王国と結びついていた封土は、モラヴィア辺境伯領とグラーツ伯領だけであった。ルクセンブルク家のボヘミア国王ヨハンとボヘミア国王兼神聖ローマ皇帝カール4世の治世に、積極的な併合政策によってシレジア、オーバーラウジッツおよびニーダーラウジッツから多数の小規模な封土が、ボヘミア王冠領に加えられた。
カール4世は王国の諸身分に対し、ルクセンブルク家の王朝が断絶した場合でも、王朝の興亡とは関係なく王冠領の結合を保ち続けるように命じた。王冠領の結合は、1526年にフェルディナント1世の即位に伴ってボヘミア王位がハプスブルク家に相続された後も保たれ続けた。ハプスブルク帝国において、ボヘミア王冠領はハンガリー王冠領およびオーストリア大公国と共に、中欧に君臨するハプスブルク家の3大家領の1つを構成した。
ボヘミア王冠領は、単なる人的同君連合でも、各構成体が同等の権利を有する連邦でも無かった。王冠領の国制は人体にたとえるならば、ボヘミア王国と王国の諸身分が「頭」であり、その他の諸封土が「手足」という序列になっていた。ボヘミア王冠領における「頭部」と「手足」の地位の開きは大きく、王国の諸身分、つまりボヘミア人は王冠領内における政治的・社会的主導権を独占する権利を要求し、これに対してモラヴィア、シレジア、ラウジッツ側は自由意思によってボヘミア王冠に属しているという国制上の原則を持ち出し、自分たちが自治権を持つことを主張した。
ボヘミア王国の近隣の諸封土に対する優越には、そもそも法的根拠などなかったが、15世紀初頭にはより強い権限を求め、国王選挙での独占的選挙権を要求している。しかし1620年以降は、ボヘミア王冠領そのものがはるかに大きな権限を有するハプスブルク帝国に圧倒されてしまったため、王冠領内の各構成体の間の競合は見られなくなった。
ボヘミア王冠領の全ての諸構成体が共有している国家機関は、国王だけであったが、危機の時代にはこれが王冠領の欠点となった。王冠領の諸邦の代表が一堂に会する王冠領議会（Generallandtag）は、めったに開かれることは無かった。ボヘミアの大法官（Oberstkanzlers）の統率下に置かれる宮内官房（Böhmische Hofkanzlei）だけが、王冠領の全領土に対して責任を有していた。しかし宮内官房も1620年にプラハからウィーンに移され、1714年には官房用の庁舎が建設されている。
共通の政治機関をほとんど持たなかったにもかかわらず、ボヘミア王冠領の諸邦の間には16世紀より強い政治的連帯感が見られるようになった。三十年戦争が始まると、王冠領の諸邦はボヘミア連盟（Böhmische Konföderation）を結成したが、この連盟の結成はボヘミアの政治体制の近代化にとって重要な意味を持っていた。もっとも1620年にビーラー・ホラの戦いで皇帝軍が勝利すると同時に、この実験的国家も消滅した。
時代が下るにつれ、ボヘミア王冠領はオーストリア内の構成地域としての重要性を失っていった。1635年にはプラハ条約によりラウジッツをザクセン選帝侯領に奪われた。1742年のベルリン条約で、オーストリア大公国はシレジアの大部分とグラーツ伯領をブランデンブルク＝プロイセンに割譲している。オーストリア側に残ったシレジアの一部は、上下シュレージエン公爵領（Herzogtum Ober- und Niederschlesien、現在のチェコ領シレジア）として1918年までハプスブルク帝国の版図に留まっていた。ハプスブルク帝国末期、ツィスライタニエンの構成地域になり下がっていたボヘミア、モラヴィアとオーストリア領シレジアなどのボヘミア王冠領諸邦が、独自の権限を持つことは許されなくなっていた。

## 影響
1918年の10・11月にツィスライタニエンが、というよりもオーストリア＝ハンガリー帝国が解体されると、1916年のチェコ人亡命政治家と三国協商との協定に則り、チェコはボヘミア王冠領の歴史的境界線を越えて、新生国家チェコスロヴァキアの西部地域を構成することになった。ドイツ＝オーストリア共和国はアメリカ合衆国大統領ウッドロウ・ウィルソンに対し、民族自決の原則を根拠にボヘミア・モラヴィアのドイツ系住民地域（Deutschböhmen und Deutschmährer）およびシレジアのオーストリア系住民地域がチェコ領内に残留していることを主張したが、何ら政治的な成果は無かった。
ボヘミア王冠領が存在した歴史的影響は、ヴァルチツェ（フェルツベルク）をめぐるオーストリアとの係争問題や、ザオルジェをめぐるポーランドとの係争問題など、後継国家である現在のチェコにも様々な痕跡を残している。

## 地図
|  |  |  |  |

## 王冠領の構成諸邦
| 領邦                       | 首都                             | 民族                   | 宗教                                                                 | 付記 | 紋章 |
| -------------------------- | -------------------------------- | ---------------------- | -------------------------------------------------------------------- | --- | ---- |
| ボヘミア王国               | プラハ                           | チェコ人、ドイツ人     | ローマ・カトリック、フス派及びアナバプテスト（15・16世紀）、ルター派 | 895年にプシェミスル家統治下の公爵領となり、1085年に王国に昇格、14世紀に神聖ローマ帝国の選帝侯領となり、1526年にハプスブルク家世襲領の構成地域に組み込まる。1918年に他のハプスブルク家領とともに消滅 |      |
| モラヴィア辺境伯領         | ブルノ                           | チェコ人、ドイツ人     | ローマ・カトリック、フス派及びアナバプテスト（15・16世紀）、ルター派 | 907年までモラヴィア王国が存在、1031年よりボヘミアの支配下 |      |
| オーバーラウジッツ辺境伯領 | バウツェン                       | ドイツ人、ソルブ人     | ルター派、ローマ・カトリック                                         | 12世紀にブディシン（Budissin）地方としてボヘミアの影響下に入り、1329年に正式に支配下におかれ、15世紀に上ルサティア（オーバーラウジッツ）と呼ばれるようになり、1635年にザクセン選帝侯領に併合される |      |
| シレジア公爵領             | ヴロツワフ、1740年以後はオパヴァ | ドイツ人、ポーランド人 | ローマ・カトリック、ルター派                                         | 1138年にポーランドの公爵領として成立し、1249年に小規模な公爵領の集合体へと分裂、1348年までにボヘミアの宗主権下に入ったが、大部分が1742年/1763年にブランデンブルク＝プロイセンに併合され、残部がオーストリア領シレジアを構成した                                                                          |      |
| グラーツ伯爵領             | グラーツ                         | ドイツ人、チェコ人     | ローマ・カトリック、ルター派                                         | 1137年のグラーツの和約によりグラーツ地方（Glatzer Distrikt）としてボヘミアの影響下におかれ、1348年にカール4世によってボヘミア王冠直属の領邦に引き上げられた。1459年に伯爵領に昇格したが、ボヘミア王冠領議会に自身の代表を送る権限を持たなかった。1742年/1763年にブランデンブルク＝プロイセンに併合された |      |
| 下ラウジッツ辺境伯領       | リュッベン                       | ドイツ人、ソルブ人     | ルター派                                                             | 10世紀にラウジッツ辺境伯領となり、1367年にボヘミアの影響下に入り、1635年にザクセン選帝侯領に併合された |      |